# Joanne Brackeen
Joanne Brackeen (ur. jako Joanne Grogan 26 lipca 1938 w Venturze) – amerykańska pianistka i kompozytorka jazzowa, oraz edukatorka. Laureatka NEA Jazz Masters Award 2018.

Joanne Brackeen: Zaczynałam karierę od pracy z mistrzami jazzu – Artem Blakeym, Joem Hendersonem, Stanem Getzem i Freddiem Hubbardem. Potem zakładałam własne zespoły i wystąpiłam w czterdziestu sześciu. krajach.

## Życiorys
Była cudownym dzieckiem, które w wieku jedenastu lat samo nauczyło się grać na fortepianie w ciągu sześciu miesięcy, po zapisaniu ośmiu partii solowych Frankiego Carle'a. Mając dwanaście lat występowała już zawodowo. W tym czasie wielki wpływ na nią miała gra współtwórcy bebopu, saksofonisty Charliego Parkera. Wiadomości o jej nadzwyczajnych zdolnościach muzycznych dotarły do The Los Angeles Conservatory, które zaoferowało jej pełne stypendium. Ona jednak uczęszczała na zajęcia niecały tydzień, zdecydowała bowiem, że estrada jest ważniejsza.
W latach 50. grała u boku kalifornijskich saksofonistów: Dextera Gordona, Teddy’ego Edwardsa, Charlesa Lloyda i Charlesa Brackeena, za którego wyszła za mąż i miała z nim czworo dzieci. W 1965 przeniosła się do Nowego Jorku razem z dziećmi i mężem, z którym w niedługim czasie się rozwiodła. Dzieci zostały przy niej, chciała je bowiem wychowywać sama, pomimo dobrze zapowiadającej się kariery. Od rodziny odrywała się wieczorami, grając w klubach. Na jej rozwój artystyczny wpłynęli wówczas pianiści McCoy Tyner i Chick Corea, oraz awangardowy saksofonista Ornette Coleman. Od 1965 do 1968 współpracowała z wibrafonistą Freddiem McCoyem (nagrała z nim pięć płyt), trębaczem Woodym Shawem i saksofonistą Dave’em Liebmanem. W latach 1969–1972 występowała i nagrywała z zespołem The Jazz Messengers Arta Blakey’ego. Była pierwszą i jedyną kobietą zaangażowaną do tej słynnej formacji, kuźni gwiazd jazzu.
W latach 1972–1975 występowała z saksofonistami Joem Hendersonem i Joem Farrellem (1972–75), oraz harmonijkarzem Tootsem Thielemansem. Następnie do 1977 grała z luminarzem saksofonu Stanem Getzem, z kwartetem którego nagrała album Live at Montmartre. Po opuszczeniu jego zespołu rozpoczęła pracę jako liderka.
Przez następne dziesięciolecia prowadziła własne małe zespoły, z rzadka występując jako sidewoman. Grała także solo. Jak powiedziała: Podróżowanie i występy głównie z własnym zespołem zawsze było wspaniałym i wzbogacającym doświadczeniem zarówno dla mnie, jak i członków moich grup. Do ich składów należeli m.in. trębacz Terence Blanchard, saksofoniści Michael Brecker, Ravi Coltrane, Branford Marsalis, Chris Potter, kontrabasiści Cecil McBee, Eddie Gómez i John Patitucci, gitarzysta Ryo Kawasaki oraz perkusiści Jack DeJohnette, Billy Hart i Horacio „El Negro” Hernandez. Jako liderka nagrała ponad dwadzieścia albumów. Skomponowała również przeszło trzysta utworów.
Przez wiele lat zajmowała się nauczaniem. Wykładała w bostońskim Berklee College of Music i nowojorskiej The New School. Prowadziła kliniki, warsztaty i jazzowe kursy mistrzowskie w kraju i za granicą. Mieszka w Nowym Jorku.

## Wybrana dyskografia
- 1975
  - Six Ate (Choice)
  - Snooze (Choice)
- 1978
  - Invitation (Freedom)
  - Trinkets and Things (Timeles)
  - Aft (Timeles)
- 1979
  - Keyed In (CBS)
  - Mythical Magic (MPS Records)
- 1982 Special Identity (Antilles)
- 1987 Fi-Fi Goes to Heaven (Concord Jazz)
- 1990 Live at Maybeck Recital Hall – Vol. 1 (Concord Jazz)
- 1991 Breath Of Brazil (Concord Picante)
- 1992 Joanne Brackeen with Eddie Gómez & Jack De Johnette – Where Legends Dwell (Ken Music)
- 1994 Take a Chance (Concord Picante)
- 1995 Turnaround (Evidence Music)
- 1996 Invitation (Black Lion Records)
- 1999 Pink Elephant Magic (Arkadia Jazz)
- 2000 Popsicle Illusion (Arkadia Jazz)

Zestawienie wg dat wydania płyt